# 来大千
来 大千（らい だいせん、生没年不詳）は、中国の北魏の軍人。『北史』では来大干（らいだいかん）と書かれる。本貫は代郡。諡は荘。

## 経歴
後将軍・武原侯の来初真の子として生まれた。騎射を得意として、騎都尉となった。409年（天賜6年）、父の武原侯の爵位を嗣ぎ、中散に転じた。内幢将に任じられて、禁中の宿衛をつかさどった。御前の狩猟に参加して、矟で虎を刺殺してみせ、明元帝にその勇武を賞賛された。殿中給事に転じた。
太武帝が即位すると、大千は襄城公盧魯元ら7人とともに常侍となり、仗を持って侍衛し、昼夜にわたって太武帝のそばを離れなかった。赫連昌に対する征戦に従い、長孫道生とともに夏軍と交戦した。道生の馬が倒れて、道生が敵軍に討たれそうになると、大千が駆けつけて道生の危急を救った。また柔然にたいする征戦に従い、戦功を挙げた。征北大将軍に転じ、廬陵公の爵位を受け、雲中に駐屯し、統白道軍事を兼ねた。
432年（延和元年）、太武帝が北伐すると、大千は先鋒をつとめ、柔然軍を撃破した。六鎮を巡撫して、北方の防御を指示し、その配備は時宜にかなうものであった。後に吐京の胡が北魏に反抗すると、大千は都将としてこれを討ち、吐京で死去した。司空の位を追贈された。

## 子女
- 来丘頽（晋興侯、右将軍、相曹都典奉事）
- 来提（濮陽侯、冠軍将軍、兗州刺史）

## 伝記資料
- 『魏書』巻三十 列伝第十八
- 『北史』巻二十五 列伝第十三